# Vlag van Nij Beets

Vlag van Nij Beets

De vlag van Nij Beets is de dorpsvlag van het Nederlandse dorp Nij Beets, in de Friese gemeente Opsterland. De vlag werd in 1994 geregistreerd. Het ontwerp van de vlag is van de hand van J.C. Terluin.

## Beschrijving
De beschrijving van de vlag is als volgt:
Drie banen zwart-geel-zwart, waarvan de middelste golvend (3x) is, in de verhouding van 1:2:1. De gele baan belegd met resp. een zwarte turf, een rode klaver en een zwarte turf, geplaatst vanaf de broekzijde op resp. 2/9, 1/2 en 7/9 vlaglengte. De turven met een grootte gelijk aan 1/6 vlaghoogte x 1/5 vlaglengte, de klaver met een hoogte gelijk aan 2/5 vlaghoogte.
De kleuren zijn afkomstig van het dorpswapen.

## Symboliek
- Zwarte banen: staan symbool voor het veen in het gebied. De golven verwijzen naar het deel Beets in de plaatsnaam wat duidt op een beek. Dit betreft het Koningsdiep.[3]
- Gouden baan: staat voor de ondergrond van zand.[3]
- Zilveren turven: een verwijzing naar de vervening.[3]
- Rode klaver: beeldt het agrarische karakter van de omgeving uit.[3]

## Zie ook

Wapen van Nij Beets